# Alter Kornmarkt

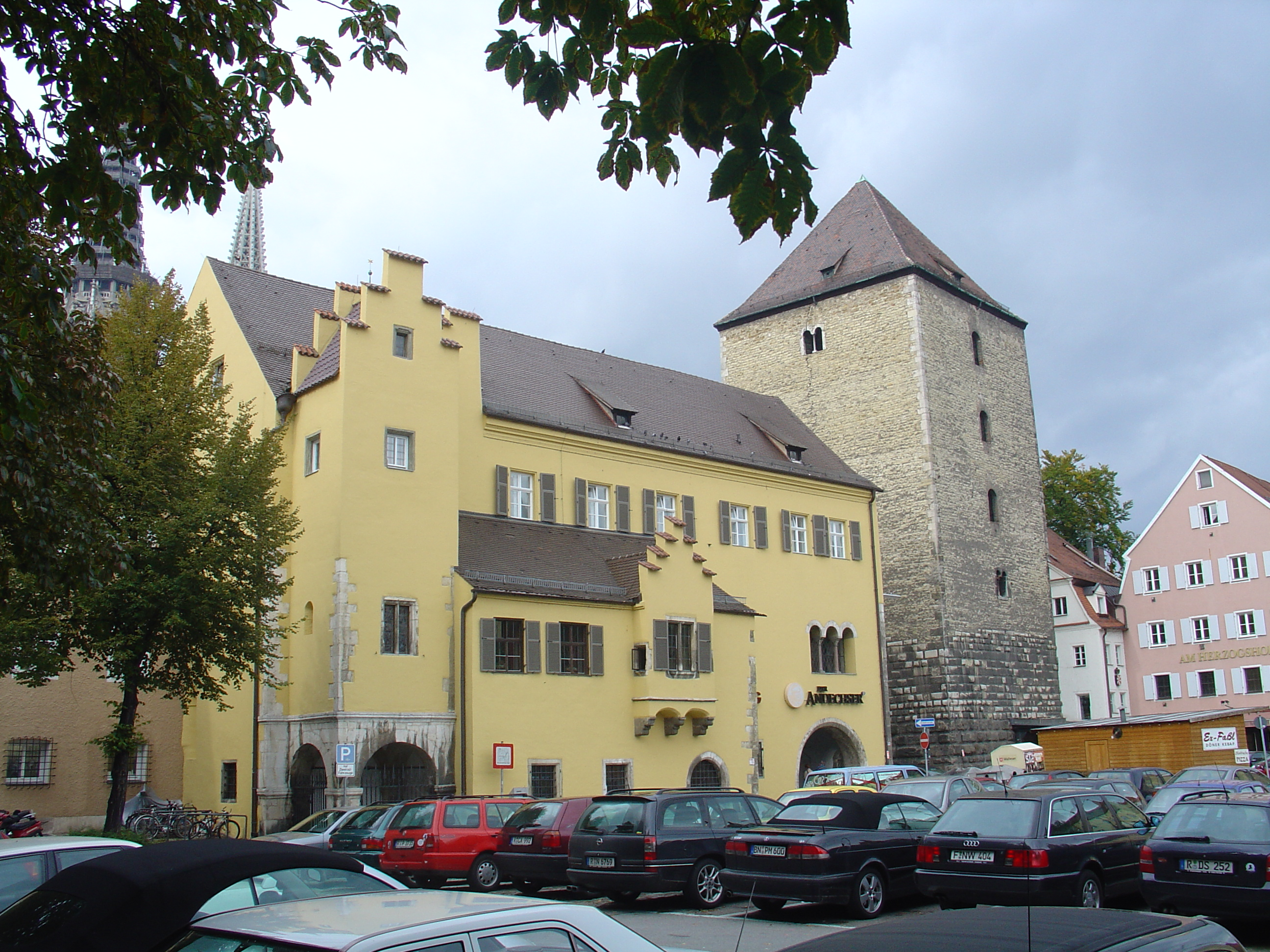
Alter Kornmarkt Westfront Herzogshof mit Römerturm

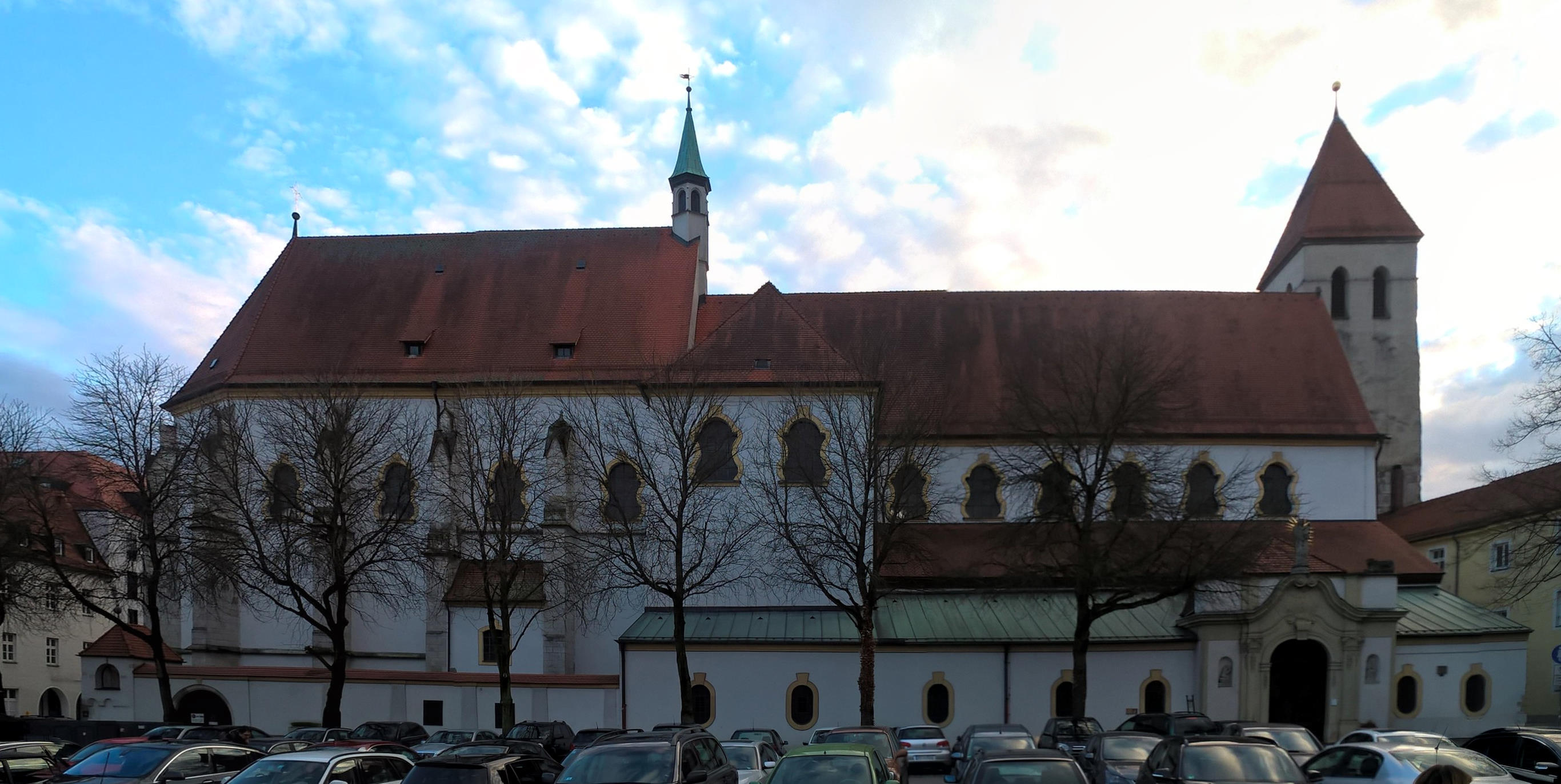
Alter Kornmarkt Südseite, Alte Kapelle, Glockenturm halb verdeckt

Der Alte Kornmarkt ist ein nahezu quadratischer Platz mit ca. 80 m Seitenlänge im Nordostbereich der Altstadt von Regensburg. Die Grundform des Platzes geht zurück auf ein quadratisches Binnenkastell, das im Nordostbereich des ehemaligen großen römischen Militärlagers Castra Regina mit ca. 450 m Seitenlänge neu entstanden war, nachdem die Gebäude des großen Kastells im Jahr 357 durch Brand zerstört worden waren. Am Kornmarkt findet sich mit dem Herzogshof, der Residenz der ersten bayerischen Herzöge, das bedeutendste weltliche Gebäude von Regensburg, das in seinem ältesten Baubestand älter ist als das Rathaus. Der Platz am nördlichen Ende der Maximilianstraße ist heute (Stand 2022) noch nicht Teil einer streng verkehrsberuhigten Zone in der Innenstadt. Deshalb ist noch Teilverkehr möglich und auch einige Parkplätze sind vorhanden. An Samstagen wird der Platz für den wöchentlichen Gemüsemarkt genutzt.

## Historische Bedeutung
Der Alte Kornmarkt war seit der Römerzeit während der Zeiten der Bajuwaren, der Herzöge der Agilolfinger, der karolingischen Kaiser und Könige, der sächsischen Kaiser, bis zu den Wittelsbachern, die 1180 Herzöge von Bayern wurden, immer ein Mittelpunkt herrschaftlichen und religiösen Lebens und Handelns. Diese Zeit endete als die Wittelsbacher ihre Residenz im Herzogshof im Jahre 1245 verließen, nachdem Regensburg zur Freien Reichsstadt erhoben worden war. Der Kornmarkt wurde einer von vielen Plätzen der Reichsstadt, behielt aber wegen der weiterhin auf dem Platz bestehend gebliebenen territorialen Rechte der bayerischen Herzöge, wegen der den Platz umgebenden und benachbarten bedeutenden Kirchen und Klöster und wegen seiner Größe eine besondere Bedeutung.

## Name
Der Name des Platzes und der Zusatz „Alter“ weist auf den Getreidemarkt hin, der bis 1825 auf dem Platz stattfand und danach auf den Haidplatz verlegt wurde. Von 1893 bis 1907 war der Platz nach dem Generalfeldmarschall Helmut von Moltke benannt.

## Lage
Der Alte Kornmarkt liegt nur wenig östlich entfernt vom Dom, von dem er nur durch den Domhof mit Bebauung, durch die Kirche St. Ulrich und den Römerturm getrennt wird. Der Römerturm begrenzt den Alten Kornmarkt am Nordwestende sehr markant, war aber nicht Teil des römischen Militärlagers, sondern gehörte zum Ensemble von Herzogshof und Königspfalz. Unter dem Schwibbogen zwischen dem Römerturm und dem südlich benachbarten Herzogshof ermöglicht eine schmale Straße den Durchgang vom Kornmarkt nach Westen zum Albrecht Altdorfer Platz und zum Domplatz. Über die schmale, im Norden abzweigende Niedermüstergasse erreicht man vom Kornmarkt aus nach Norden und vorbei an der Niedermünsterkirche das Ufer der Donau. Die nach Osten abzweigenden Gassen des Kornmarktes führen auf den Dachauplatz mit Schwanenplatz. Richtung Südwesten führt der Durchgangsweg vorbei am freistehenden Glockenturm der Alten Kapelle in die Fußgängerzone und auf den Neupfarrplatz. 
Die von Süden kommende Hauptzufahrtsstraße zum Alten Kornmarkt ist die beim Busbahnhofsgelände beginnende und dann in Süd-Richtung verlaufende, ca. 800 m lange, relativ breite Maximilianstraße, die  erst kurz nach 1809 gebaut wurde. Die Maximilianstraße durchquert ein südlich des Alten Kornmarktes befindliches Stadtviertel, das 1809 während der napoleonischen Kämpfe um Regensburg zerstört wurde und danach mit neuer, meist sparsamer Bebauung und mit geradliniger Straßenführung wieder aufgebaut wurde.

## Bebauung
Der Alte Kornmarkt ist auf allen Seiten von repräsentativen Gebäuden umgeben, von denen einige mit der Frühzeit von Regensburg in einem engen Zusammenhang stehen. Die Gebäude sind erfasst, beschrieben und abgebildet in der Liste der Baudenkmäler in Regensburg-Zentrum. Im Westen findet sich der Herzogshof und der mit ihm durch Schwibbogen verbundene Römerturm. Im Norden finden sich westlich Bürgerhäuser und östlich Gebäude des Klosters Niedermünster mit Klosterkirche und Klosterschule, der heutigen Mädchenrealschule Niedermünster. Im nördlichen Eckhaus zur Pfluggasse war von 1864 bis 2016 die Mohrenapotheke untergebracht. Südlich der Pfluggasse wird die Ostseite des Platzes von der Front der Karmelitenkirche St. Josef mit Begleitgebäuden geprägt. Im Süden des Platzes, hinter einer Baumreihe verborgen, ist die Stiftskirche zur Alten Kapelle mit dem frei stehenden Glockenturm zu erkennen. Unter der Oberfläche des Platzes sind Gebäude römischen Ursprungs aus dem 2. und 3. Jahrhundert zu vermuten, darunter Badegebäude, Mannschaftsunterkünfte und ein Prachtbau für den Kommandanten des Römerlagers.

## Nutzung
Bei der Nutzung des Platzes kam es bis zum Beginn des 20. Jahrhunderts immer wieder zu – aus heutiger Sicht – kuriosen Streitigkeiten zwischen der Stadt Regensburg und dem Statthalter des Herzogs von Bayern, der im Herzogshof residierte, um die Territorialrechte über den Alten Kornmarkt.
- Für 1326 ist ein Schmiedewerkstatt mit romanischen Bauteilen nachgewiesen, die nördlich an den Römerturm angebaut war, in den Platz hineinragte und in der Barockzeit baulich verändert wurde. Der offene, von Holzsäulen gestützte Anbau stammt aus dem 16. Jahrhundert und diente dem Beschlagen von Pferden, die an Eisenringen in der Ostmauer des Römerturms angebunden werden konnten.
- 1392 fand ein großes Ritterstechen statt, zu dem sich ein Großteil des bayerischen Adels auf dem durch Ketten abgesperrten Platz versammelt hatte. Auch wenn der Bau des Karmelitenklosters, erst 1655 beendet wurde, so war der Platz wegen seiner Größe auch schon vor dem Bau der Prunkfassade des Klosters geeignet, um bei entsprechenden Anlässen eine repräsentative Kulisse zu bieten. Berichtet wird von weiteren Turnieren und Heerschauen, die mit kaiserlicher und fürstlicher Prachtentfaltung stattfanden.
- 1452 erschien der berühmteste Wanderprediger seiner Zeit, der Franziskaner Johannes von Capestrano, in Regensburg und predigte auf dem Platz gegen Lasterhaftigkeit und Spielsucht vor tausenden von Zuhörern, für die der Platz mit Stroh belegt worden war. Spielbretter, Würfel und Spielkarten der Zuhörer konnten auf einem brennenden Holzstoß verbrannt werden.
- 1541 wurde großer Prunk für Kaiser Karl V. entfaltet, der sich anlässlich eines Reichstages zusammen mit Kurfürsten und Fürsten auf einer großen Tribüne vor dem Herzogshof dem Volk mit großem Gepränge zeigte.
- 1551 und auch für 1644 ist ein Brunnen auf dem Platz nachweisbar, der aus der neu erschlossenen Brunnstube bei Dechbetten gespeist wurde und gemeinsam mit weiteren Brunnen der Versorgung der Bevölkerung diente. Weil die Wasserführung auf Dauer zu schwach war, wurde 1656 eine weitere Brunnstube auf dem Eisbuckel erschlossen.[5]

- 1559 errichtet die Stadt an der Ostseite des Platzes einen großen Holzschuppen, um dort Bretter zu lagern.[6]
- 1633 kam es im Laufe des 30-jährigen Krieges auf dem Alten Kornmarkt zur Hinrichtung des Stadtkommandanten von Ingolstadt Georg Wolmar von Fahrensbach . Er hatte versucht, die bayerische Festung den Schweden zu übergeben. Die Verschwörung wurde entdeckt und Kurfürst Maximilian von Bayern ließ sich die Gelegenheit nicht entgehen, in der von ihm damals besetzten protestantischen Reichsstadt Regensburg seine Macht als Herrscher durch eine Hinrichtung auf dem Alten Kornmarkt vor dem Herzogshof zu demonstrieren, dort wo er das Hausrecht hatte.[7] Am 10. Mai 1633 wurde Fahrensbach unter dramatischen Begleitumständen enthauptet. Seiner Hinrichtung hatte er sich zunächst widersetzt und wurde dann von 3 Henkern gemeinsam umgebracht.[8]
- 1641 begann auf der Ostseite des Platzes der 1655 abgeschlossene Bau des Karmelitenklosters St. Joseph an Stelle eines Gasthauses und der alten Bischofshöfe von Freising und Bamberg.

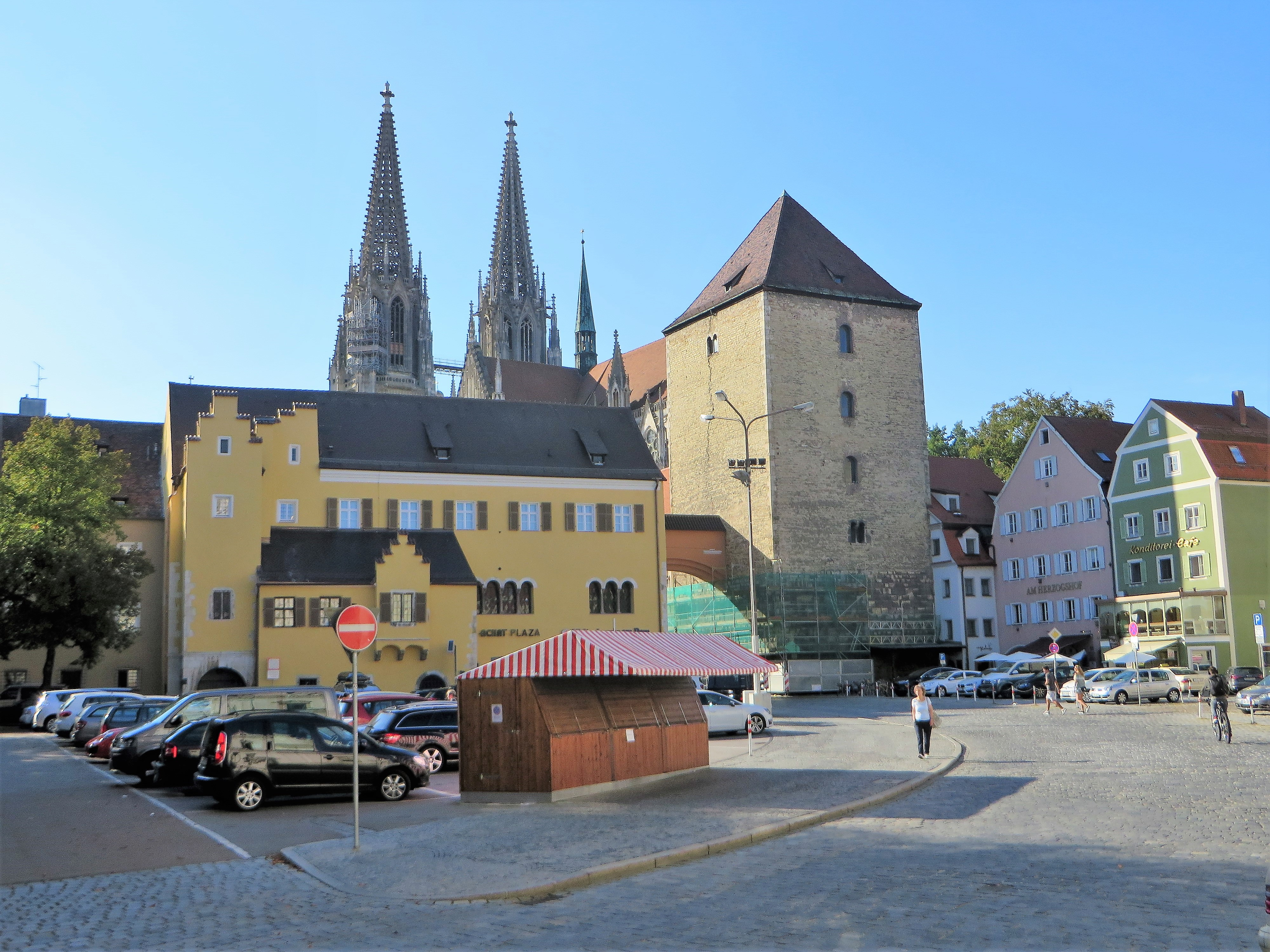
Kornmarkt und Herzogshof
mit variabler Nutzung

- 1782 veranlasste der französische Gesandte Graf von Bombelle die Pflanzung einer Baumallee auf der Südseite entlang der Fassade der Alten Kapelle, wo sich noch heute eine Baumreihe findet.[6]
- Vor 1903 Bau eines großen Springbrunnens.
- Ab 1903 Zwei Linien der in Regensburg neu betriebenen Straßenbahn führen über den Alten Kornmarkt bis 1964 ?.
- 1938 wurde der Alte Kornmarkt durch eine als zweiteilige Arkade gestaltete Fußgängerpassage besser an den benachbarten Domplatz und an den Dom angebunden.
- Nach 1964 ? Beginn der großräumigen Nutzung des Alten Kornmarktes als Passage für Durchgangsverkehr, als Parkplatz für Autos und als Standort für Verkaufsstände.

Ansichten des Platzes mit ruhendem Verkehr
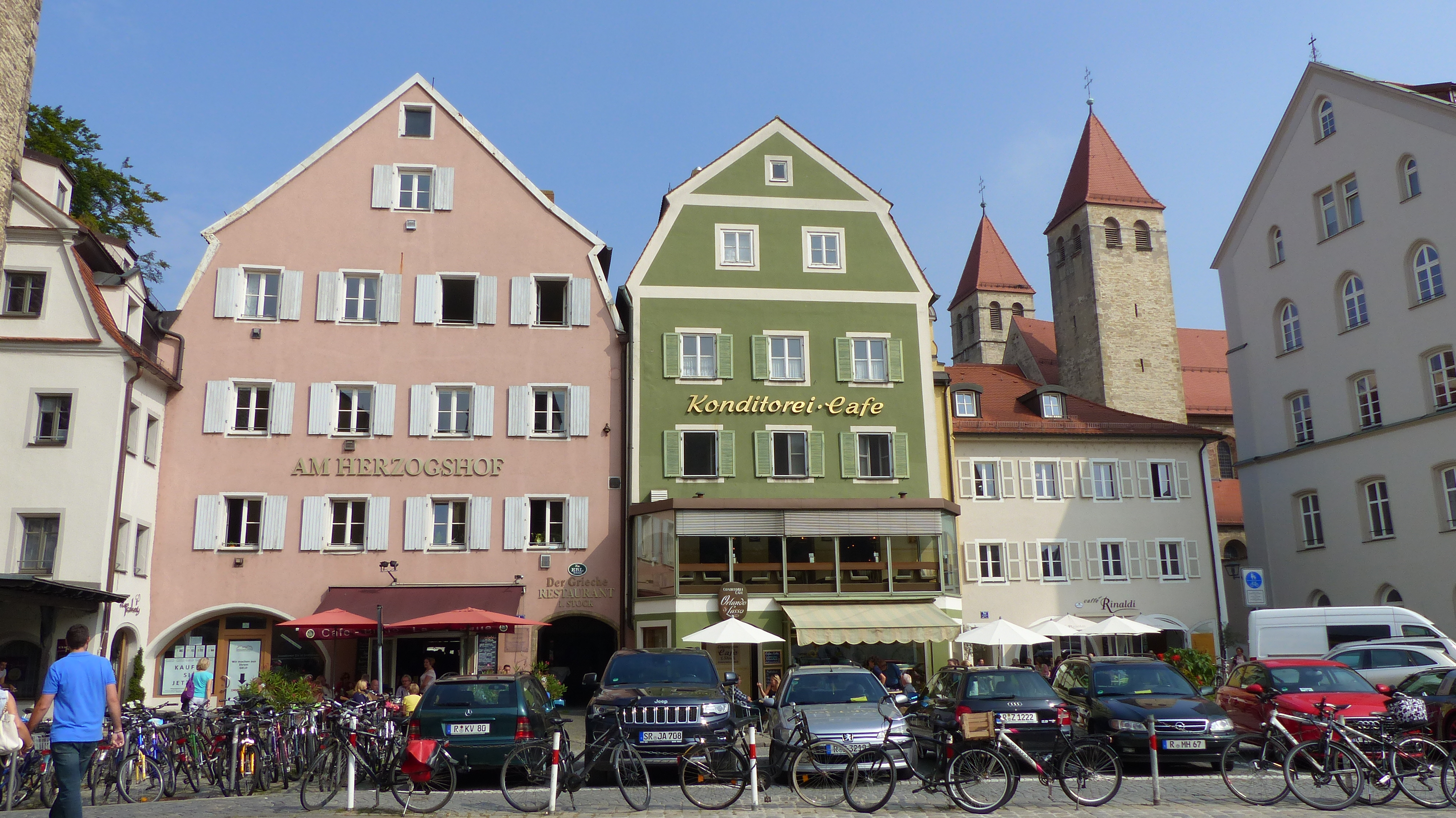
Nordseite mit Türmen Niedermünsterkirche
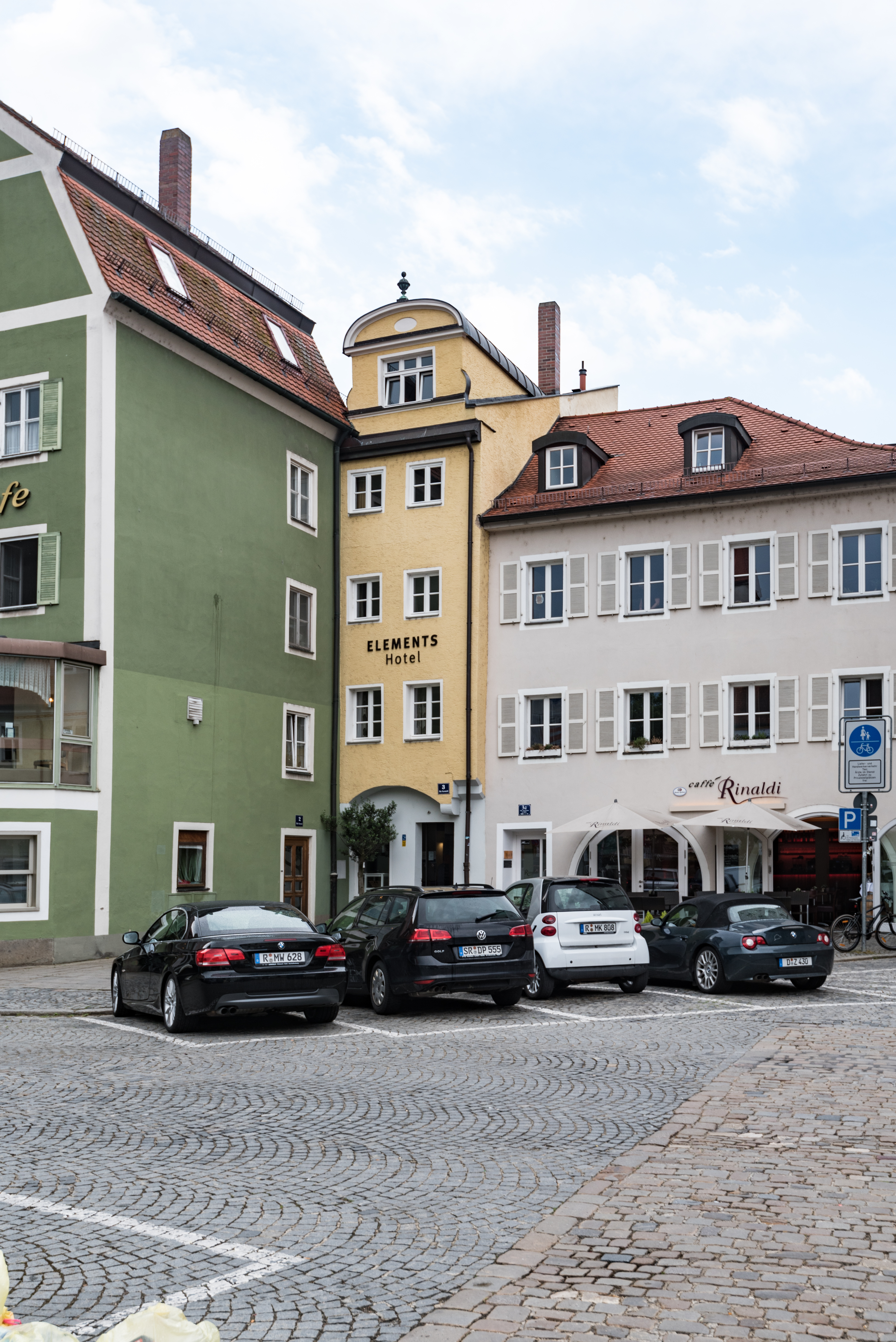
Nordseite Ausschnitt
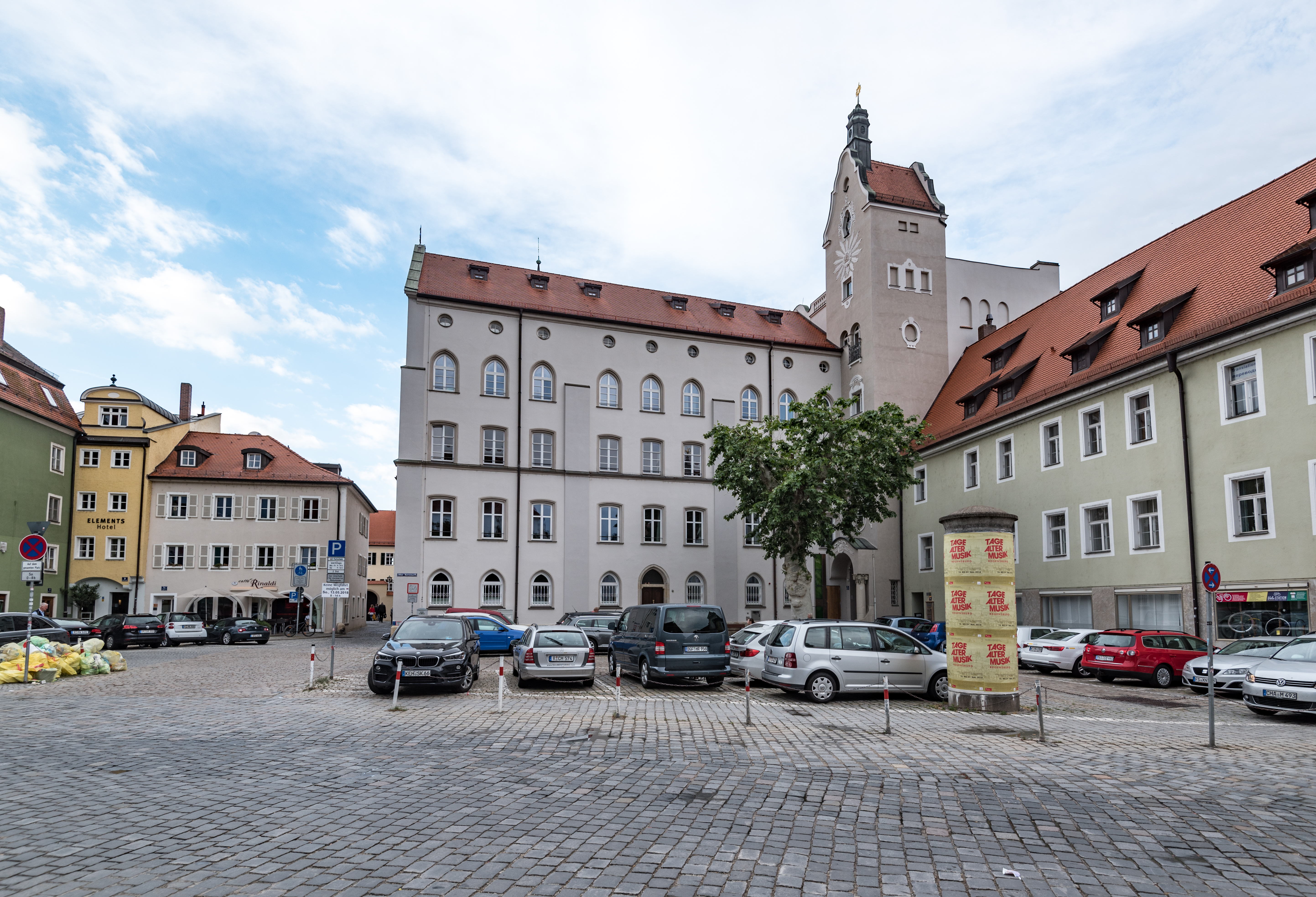
Nordosteck Niedermünster, ehemalige Apotheke
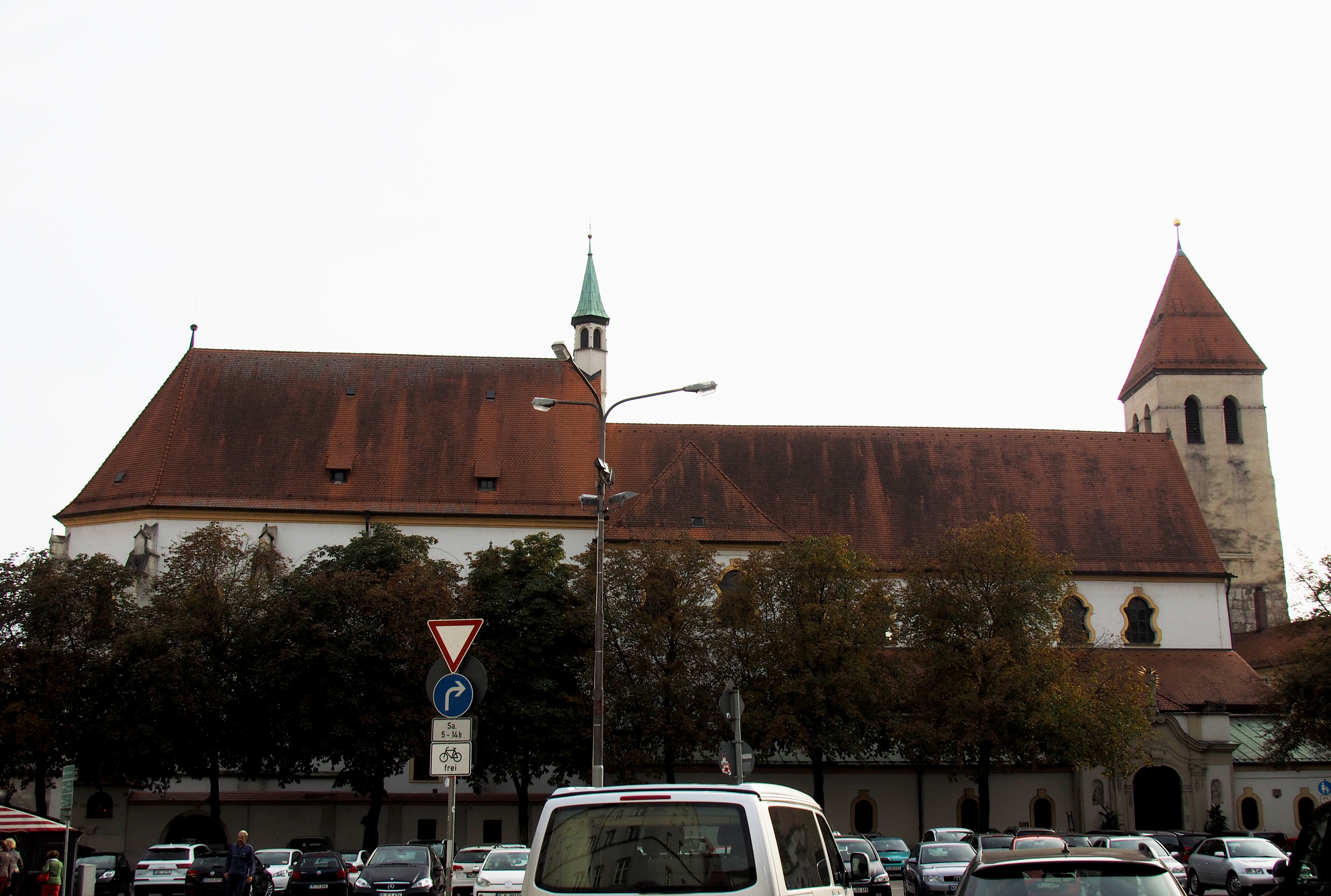
Südseite mit Parkplatz im Vordergrund
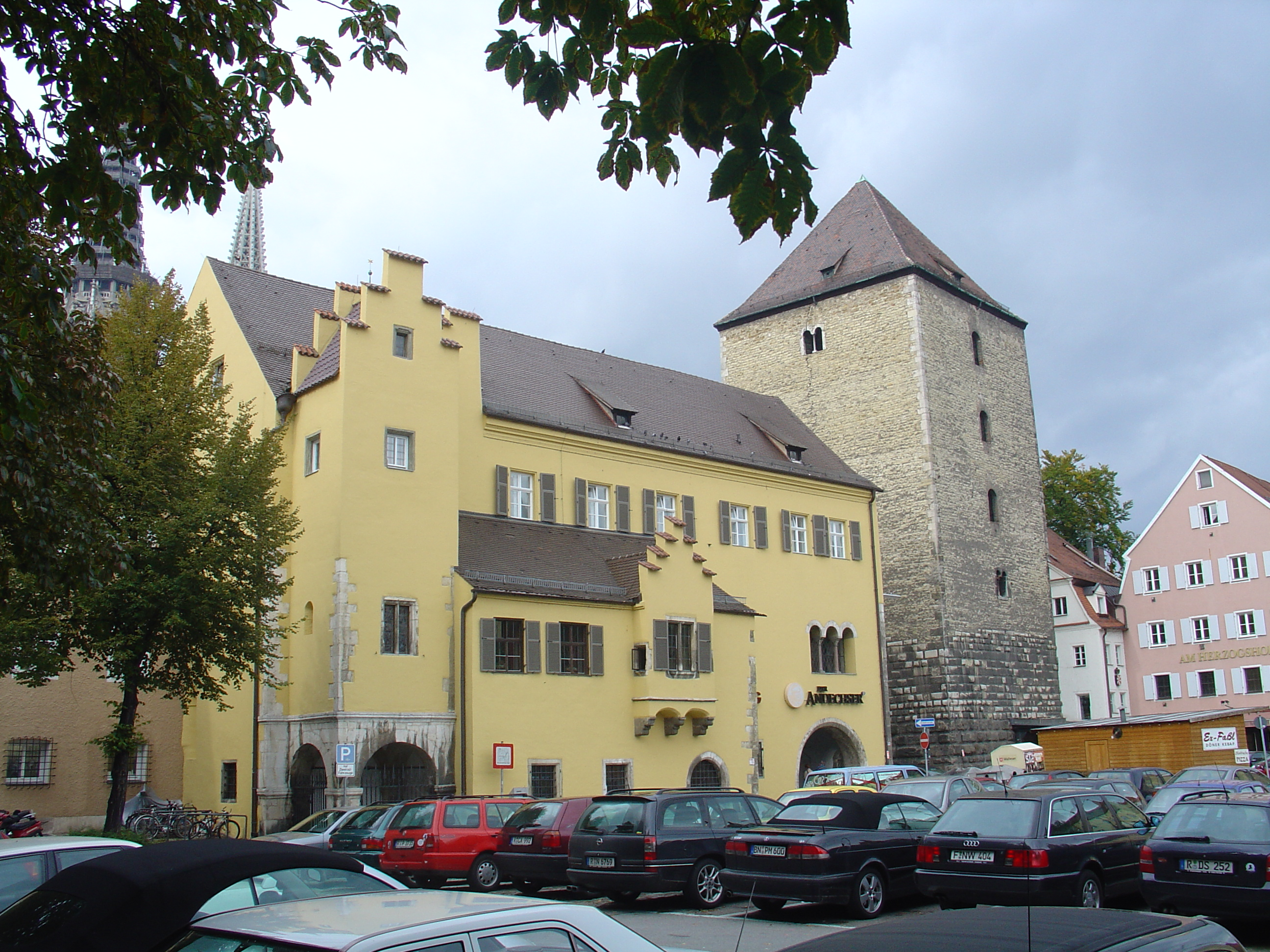
Westseite Herzogshof Vordergrund Parkplatz Hintergrund Dönerbude

- 2012 Der wöchentliche Gemüsemarkt (Donaumarkt) am Samstag bekommt als neuen Standort den Alten Kornmarkt zugewiesen, behält aber im Volksmund den alten Namen. Die Nutzung des Platzes als Parkplatz und Durchgangsstraße wird am Samstag halbtags eingeschränkt.
- 2018 beginnen nach bereits jahrelangen Erörterungen im Stadtrat, auch breitere öffentliche Diskussionen und Aktionen zur Freimachung des Alten Kornmarktes vom ruhenden und fließenden Verkehr, in der Absicht, dem Platz ein neues Gesicht zu geben, das seiner historischen Bedeutung entspricht.